# Оксид магнію
Окси́д ма́гнію (англ. magnesium oxide, нім. Magnesiumoxid) — оксид з формулою MgO. Складається з іонів Mg2+ та O2−, між якими діють іонні зв'язки. Оксид магнію має кристалічну структуру типу хлориду натрію. Являє собою легкий, пухкий порошок білого кольору, надзвичайно гігроскопічний.
У природі оксид магнію зустрічається у складі мінералів периклазу, магнезиту, бруситу, шпінелі.

## Отримання
Одержують спалюванням магнію у повітрі:
{\displaystyle \mathrm {2Mg+O_{2}{\xrightarrow {600-650^{o}C}}\ 2MgO} }
Також можливе отримання з етанолу. У реакції утворюється етан:
{\displaystyle \mathrm {C_{2}H_{5}OH+Mg\rightarrow \,C_{2}H_{6}+MgO} }
Інший спосіб одержання — кальцинація гідроксиду чи карбонату магнію:
{\displaystyle \mathrm {Mg(OH)_{2}{\xrightarrow {350-480^{o}C}}\ MgO+\ H_{2}O} }
{\displaystyle \mathrm {MgCO_{3}{\xrightarrow {350-650^{o}C}}\ MgO+\ CO_{2}} }

## Хімічні властивості
Оксид магнію реагує з парами води з утворенням гідроксиду магнію:
{\displaystyle \mathrm {MgO+H_{2}O{\xrightarrow {100-125^{o}C}}\ Mg(OH)_{2}} }
З розведеними кислотами реагує з утворенням відповідних солей:
{\displaystyle \mathrm {\ MgO+\ 2\ HCl\longrightarrow \ \ MgCl_{2}+\ H_{2}O} }
Може відновлюватися при дії коксу, кальцію чи кремнію:
{\displaystyle \mathrm {MgO+C{\xrightarrow {>2000^{o}C}}\ Mg+CO} }
{\displaystyle \mathrm {MgO+Ca{\xrightarrow {1300^{o}C}}\ Mg+CaO} }
{\displaystyle \mathrm {2MgO+Si{\xrightarrow {t}}\ 2Mg+SiO_{2}} }
Активно поглинає вуглекислий газ з повітря:
{\displaystyle \mathrm {2MgO+CO_{2}+H_{2}O\rightarrow Mg_{2}(OH)_{2}CO_{3}} }

## Застосування
Оксид магнію застосовують у виробництві вогнетривів, цементів, гуми, очищення нафтопродуктів.
У медицині застосовують при підвищеній кислотності шлункового соку. Палену магнезію приймають також при випадковому попаданні кислот до шлунка.
У харчовій промисловості використовують як харчову добавку. У Європейському Союзі зареєстрований під номером E530.
Входить до складу суміші Ешка.